# Melun
Melun este un oraș în Franța, prefectura departamentului Seine-et-Marne, în regiunea Île-de-France. 

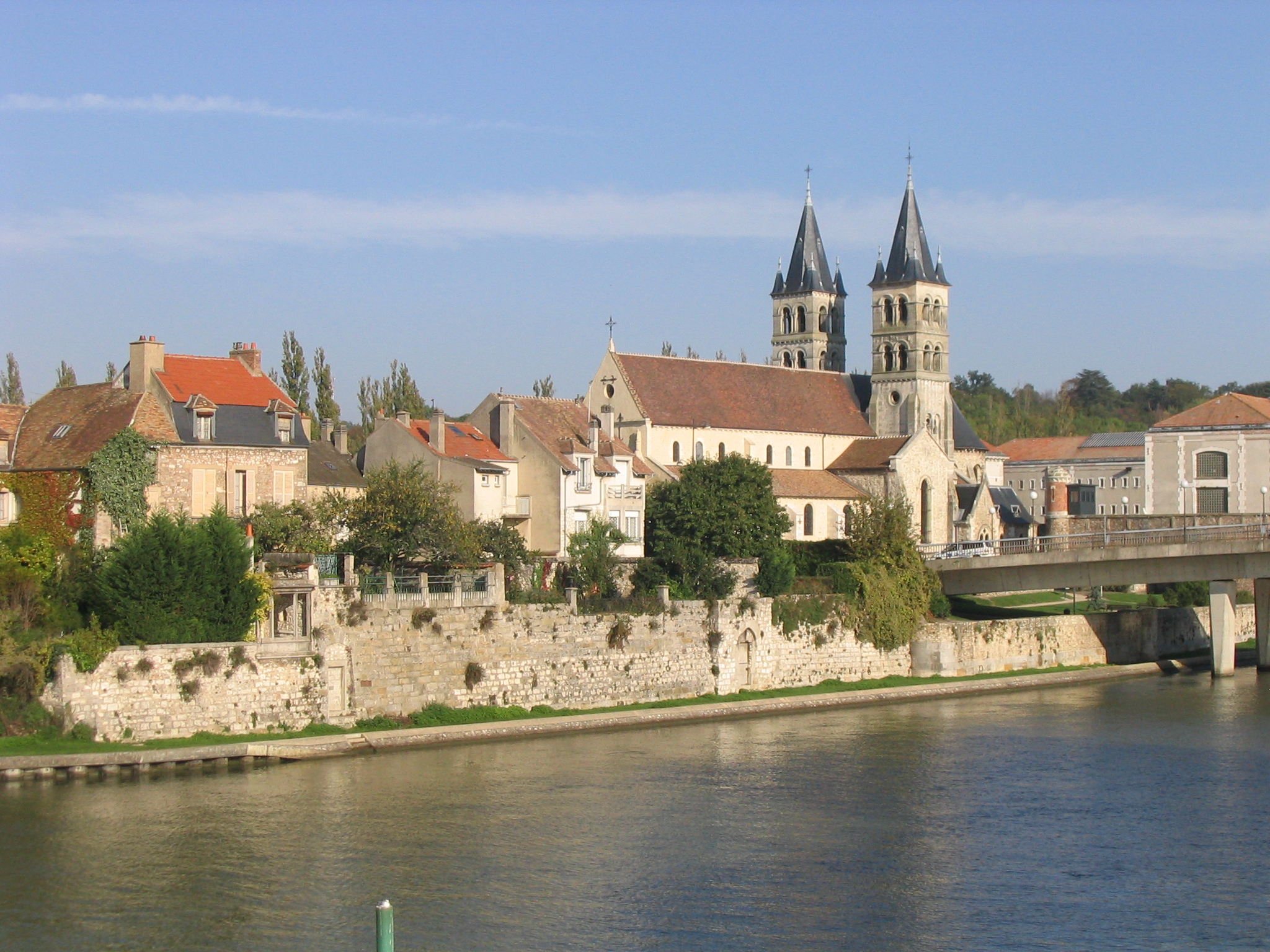
Insula Saint Etienne la Melun

Este situat pe Sena. In localitate se află deosebite monumente istorice.

## Personalități născute aici
- Jean-Baptiste Djebbari (n. 1982), om de afaceri, om politic.

1. ↑  French National Directory of Representatives, accesat în 15 martie 2019
2. ↑  répertoire géographique des communes, accesat în 26 octombrie 2015
3. ↑  dataset of postal codes in France, 1 octombrie 2018